# Jørgen Jensen Sadolin

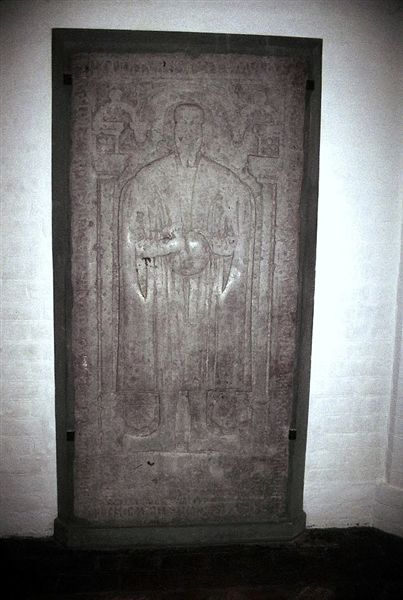
Jørgen Jensen Sadolins gravsten i Sankt knuds kyrka i Odense

Jørgen Jensen Sadolin (latinisering av "sadelmakare"), född omkring 1500 i Viborg, död den 19 december 1559, var en dansk biskop, far till Hans Jørgensen Sadolin.
Sadolin hade sannolikt studerat i Tyskland och där slutit sig till reformationen, innan han 1526 med Fredrik I:s samtycke upprättade en evangelisk-luthersk prästskola i sin födelsestad. År 1529 blev han prästvigd av sin blivande svåger Hans Tausen och av borgerskapet vald till kyrkoherde. På herredagen i Köpenhamn 1530 var han en av reformationens yppersta förkämpar, och han författade en märklig skildring av förhandlingarna där (tryckt 1530). 
År 1532 blev han den romersk-katolske biskopen på Fyn Knud Gyldenstjernes medhjälpare, översatte Luthers lilla katekes och framlade den för prästerna i biskopens namn, översatte 1533 Augustana och främjade i hög grad den evangelisk-lutherska lärans spridning. År 1536 blev han kyrkoherde i Köpenhamn och 1537 den förste lutherske superintendenten i Fyns stift, där han sansat och måttfullt genomförde reformationen.